# Burnout Paradise
Burnout Paradise (tidigare känt som Burnout 5) är ett TV-spel i TV-spelsserien Burnout. Det släpptes i januari 2008 till Playstation 3 och Xbox 360 och ungefär ett år senare på PC. Det släpptes också på Playstation Store i september 2008. Man spelar i staden Paradise City, utan laddningstider och utan menyer (bara "snabbmenyer"). En ny utgåva med titeln Burnout Paradise Remastered släpptes 2018 till Windows, Playstation 4 och Xbox One. 19 juni 2020 släpptes spelet till Nintendo Switch.

## Paradise City - Staden
Paradise City består av fem större stadsdelar, Downtown Paradise, Silver Lake, White Mountain, Palm bay heights och Harbor Town.
Det finns många olika byggnader i Paradise City, däribland en Polisstation som ligger på 2nd st. och en Basebollstadion som hittas i korsningen mellan Angus Wharf, Harbor Street och Webster Avenue. Utseendet på staden har enligt Criterion games inspirerats främst av Chicago och New York, men också diverse andra större städer i Nordamerika. Till exempel en sexvägskorsning mitt i centrala Paradise City som starkt påminner om New Yorks Times Square, Paradise City-skylten, baserad på Hollywood-skylten i Los Angeles och stadens högsta skyskrapa, som nästan exakt ser ut som 150 North Michigan i Chicago, dock högre.

## Fordon
I Burnout Paradise finns det 75 olika fordon att köra. Dock finns det, genom uppdateringar efter spelets release 4 motorcyklar, 4 Legendary cars, 2 Boost Specials, 9 Toy Vehicles, 33 polisbilar och 9 Island Cars. Man börjar med bilen Hunter Cavalry och låser upp fler fordon genom att klara events. Det finns tre olika typer av bilar. Dessa typer av bilar är aggression, stunt och hastighet.

## Uppdateringar
Criterion Games har under 2008 lagt till flera uppdateringar till Burnout Paradise som man kunnat ladda ner helt gratis, där de bland annat har lagt till fler fordon. I början av 2009 kom en uppgradering till Burnout Paradise som möjliggör att man kan spela flera personer på en konsol. Criterion Games har bekräftat att Big Surf Island var det sista tillägget till spelet. I slutet av december 2009 postade de också i deras blogg olika idéer som de hade. Några av de idéer var att man de skulle ge spelarna möjlighet att åka runt i flygplan, helikoptrar och båtar i Paradise City .

### Släppta uppdateringar
- Astaire
- Bogart
- Cagney
- Burnout Bikes
- Trophies(till Playstation 3)
- Party Pack
- Burnout Paradise 1.7
- Legandary cars
- Toy cars
- Boost specials cars
- Burnout Paradise 1.8
- Cops and robbers
- Burnout Paradise 1.9
- Big surf Island